# Jonas Collin Lundh
Jonas Collin Lundh (4. oktober 1825 i Holstebro – 2. juni 1911) var en dansk officer.
Han var søn af toldforvalter C.F. Lundh og hustru Johanne født Brasen, blev student 1844 og sekondløjtnant i artilleriet 1846. Han deltog i Treårskrigen 1848-50, blev 1850 elev i Den kongelige militære Højskoles yngste klasse og 1853 premierløjtnant i Ingeniørkorpset, var til tjeneste navnlig ved Statens vejarbejder 1853-65, blev kaptajn 1863 og fik afsked 1865. Lundh blev karakteriseret oberstløjtnant 1886, var vejinspektør i Københavns Amt 1865-86, blev ansat i Overvejinspektoratet 1885, blev overvejinspektør 1894 og var formand i Kommissionen for regeringens tilsyn med de elektriske sporveje. I den egenskab førte han bl.a. tilsyn med Strandvejens Dampsporvej. Han var Kommandør af 2. grad af Dannebrogordenen og Dannebrogsmand.